# ダニエル・イノウエ (ミサイル駆逐艦)
| バス鉄工所沖にて2020年12月19日撮影 |                                                                                               |
| 艦歴                               |                                                                                               |
| 発注                               | 2013年6月3日                                                                                  |
| 起工                               | 2018年5月14日                                                                                 |
| 進水                               | 2019年10月27日                                                                                |
| 就役                               | 2021年12月8日                                                                                 |
| 退役                               |                                                                                               |
| その後                             | 就役中                                                                                        |
| モットー                           | Go for Broke                                                                                  |
| 徽章                               |                                                                                               |
| 要目                               |                                                                                               |
| 排水量                             | 9,648 トン                                                                                    |
| 全長                               | 155.3 m (509 ft 6in)                                                                          |
| 全幅                               | 20.1 m (66 ft)                                                                                |
| 吃水                               | 9.4 m (31 ft)                                                                                 |
| 機関                               | COGAG方式                                                                                     |
| 機関                               | LM 2500-30ガスタービンエンジン (27,000shp) ×4基                                               |
| 機関                               | 可変ピッチプロペラ（5翔）×2軸                                                                 |
| 最大速                             | 31ノット                                                                                      |
| 航続距離                           | 4,400 海里（20ノット時）                                                                      |
| 乗員                               | 士官、兵員 380名                                                                              |
| 兵装                               | Mk.45 mod.4 5インチ単装砲 ×1基                                                                |
| 兵装                               | Mk.38 25mm単装機関砲 ×2基                                                                     |
| 兵装                               | Mk.15 20mmCIWS×1基                                                                            |
| 兵装                               | M2 12.7mm機銃 ×4挺                                                                            |
| 兵装                               | Mk.41 mod.15 VLS ×96セル - SM-2MR SAM - ESSM 短SAM - VLA SUM - トマホーク SLCM などを発射可能 |
| 兵装                               | Mk.32 3連装短魚雷発射管×2基                                                                   |
| 艦載機                             | MH-60R×2機搭載可能                                                                            |
| C4ISTAR                            | AWS B/L 9 (Mk.99 GMFCS×3基)                                                                   |
| C4ISTAR                            | AN/SQQ-89A(V)15                                                                               |
| センサ                             | AN/SPY-1D(V) 多機能レーダー×4面                                                               |
| センサ                             | AN/SPS-67 対水上レーダー×1基                                                                  |
| センサ                             | AN/SQS-53C(V)1艦首装備ソナー                                                                  |
| 電子戦                             | AN/SLQ-32(V)3 ESM/ECM装置                                                                     |
| 電子戦                             | Mk 36 SRBOC デコイ発射機                                                                      |
| モットー                           |                                                                                               |

ダニエル・イノウエ（英称: USS Daniel Inouye, DDG-118）は、アメリカ海軍のミサイル駆逐艦。アーレイ・バーク級ミサイル駆逐艦の68番艦。
艦名は、第二次世界大戦時の日系人部隊第442連隊戦闘団での戦功で数々の栄誉を受けた陸軍大尉で、2012年に逝去したアメリカ合衆国上院仮議長・ダニエル・イノウエ（cf. アメリカ合衆国上院仮議長の一覧）にちなむ。
9隻計画されたフライトIIA「テクノロジー・インサーション」艦の3隻目に当たり、ジャック・H・ルーカス以降からの船体設計コンセプトの一部が導入されている。イージスシステムは当時の最新バージョンである「ベースライン9」を搭載。

## 艦歴
2018年5月14日、メイン州のバス鉄工所で起工。2019年の6月21日と22日に命名式が開かれ、イノウエ議員の未亡人を始めとするオハナ (DKI ohana) によって命名の手続きが執り行われた。同年10月27日に進水。
本艦は2020年にも就役してハワイ州の真珠湾にあるパールハーバー・ヒッカム統合基地を母港にする予定であったが、世界的に猛威を振るうコロナ禍の影響を受け、艤装工事が遅延し、同年12月26日にバス鉄工所で海上公試に漕ぎ着け、同月29日、全ての公試が正常に完了した旨の発表がアメリカ海軍太平洋艦隊からあった。
2021年2月8日、本艦は海軍検査・調査委員会による最終検査を全てクリアしたとの報告があった。これを受け、アメリカ海軍太平洋艦隊は本艦の母港をパールハーバー・ヒッカム統合基地にすると発表する。
同年12月8日に就役した。

## ギャラリー

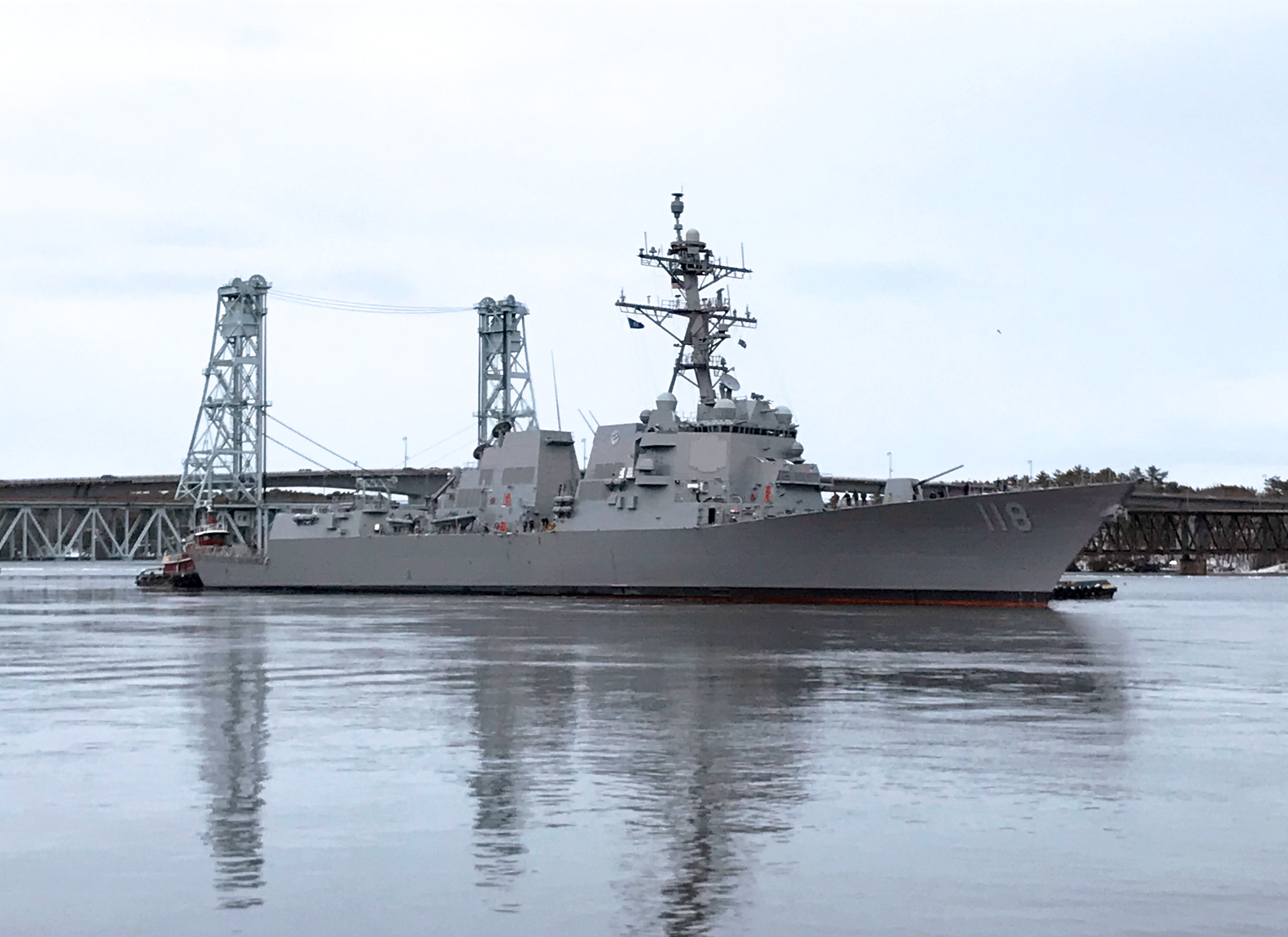
最終検査を受けるためにバス鉄工所を出港する2021年2月3日の本艦[2]。